# Jürgen Richolff der Jüngere

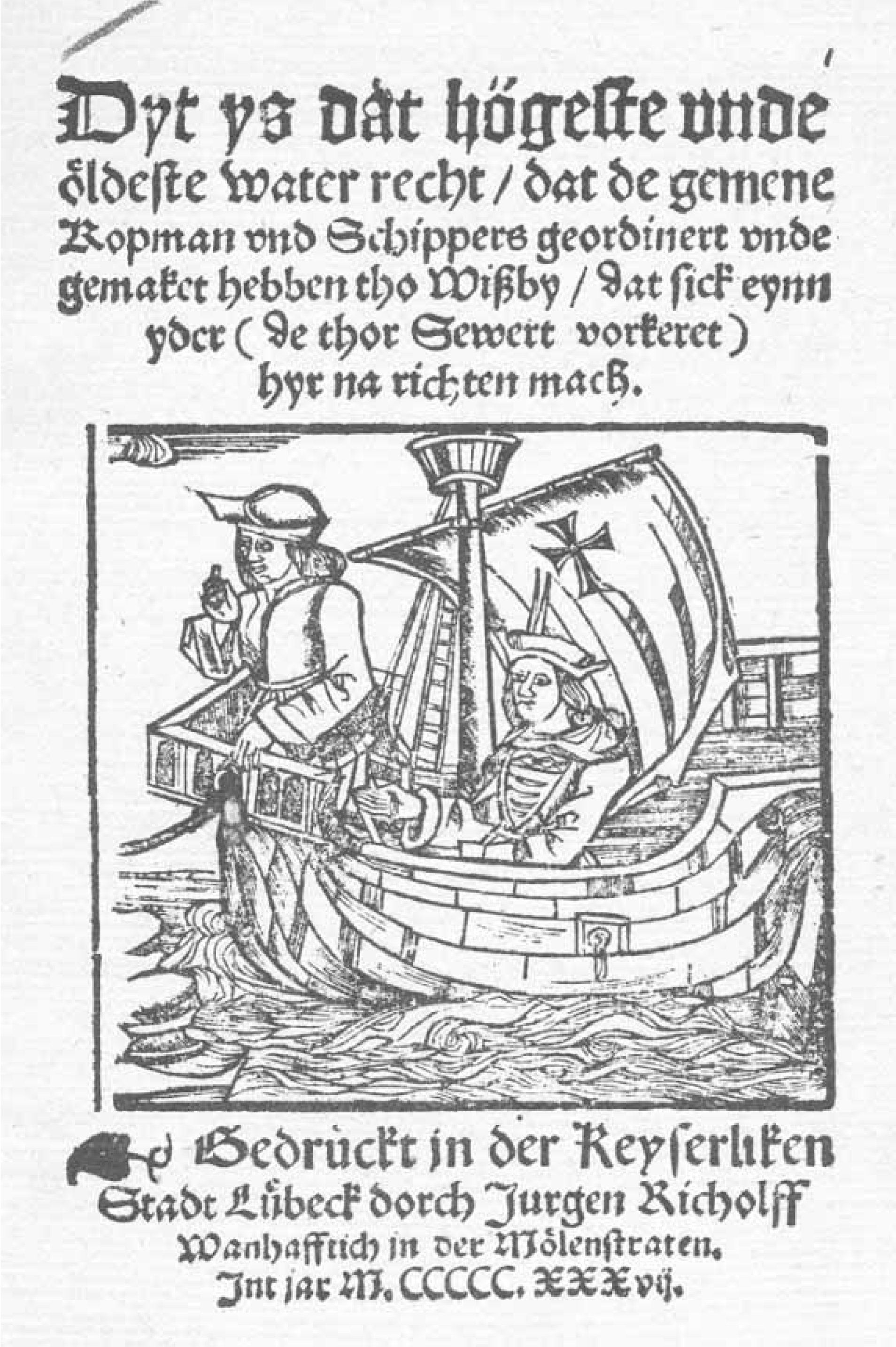
s:Datt högeste unde öldeste water recht, Titelblatt einer Seerechtssammlung von 1537

Jürgen Richolff (der Jüngere, auch Georg Richolff, * 1494 in Lübeck; † vor dem 1. April 1573 ebenda) war ein in Norddeutschland und Schweden tätiger Drucker.

## Leben
Geboren als Sohn des Buchdruckers Jürgen Richolff des Älteren, übernahm er zum Jahresbeginn 1519 das elterliche Geschäft, das seine Mutter Anneke nach dem Tod des Vaters 1516 weitergeführt hatte.
Schon bald darauf zog er nach Schweden und druckte 1525 in Uppsala ein Stundenbuch für das dortige Domkapitel in einer lateinischen und einer schwedischen Fassung. Für die lateinische Ausgabe verwendete er eine Schrift aus der Werkstatt von Johann Snell. 1525 wurde er der erste Leiter der neugegründeten Königlichen Druckerei in Stockholm. Hier druckte er zwei für die Reformation in Schweden bedeutende Werke: 1526 Een nyttwgh wnderwijsnig (Eine nützliche Unterweisung) von Olaus Petri und 1526 die von König Gustav I. Wasa veranlasste schwedische Übersetzung des Neuen Testaments.
Danach zog er zunächst nach Hamburg und druckte hier 1528–1531 mehrere reformatorische Schriften in mittelniederdeutscher und lateinischer Sprache. Dazu gehörte auch eine von Johannes Bugenhagen herausgegebene erste Buchausgabe von Martin Luthers Kleinem Katechismus 1529.
Nach der Einführung der Reformation in Lübeck durch Bugenhagens Kirchenordnung von 1531 kehrte Richolff in seine Heimatstadt zurück und richtete seine Werkstatt zuerst im Fünfhausen, dann ab 1537 in der Mühlenstraße ein.

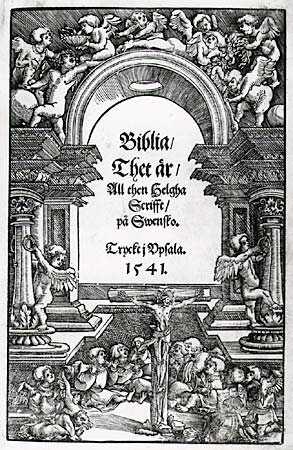
Titelblatt der Gustav-Wasa-Bibel

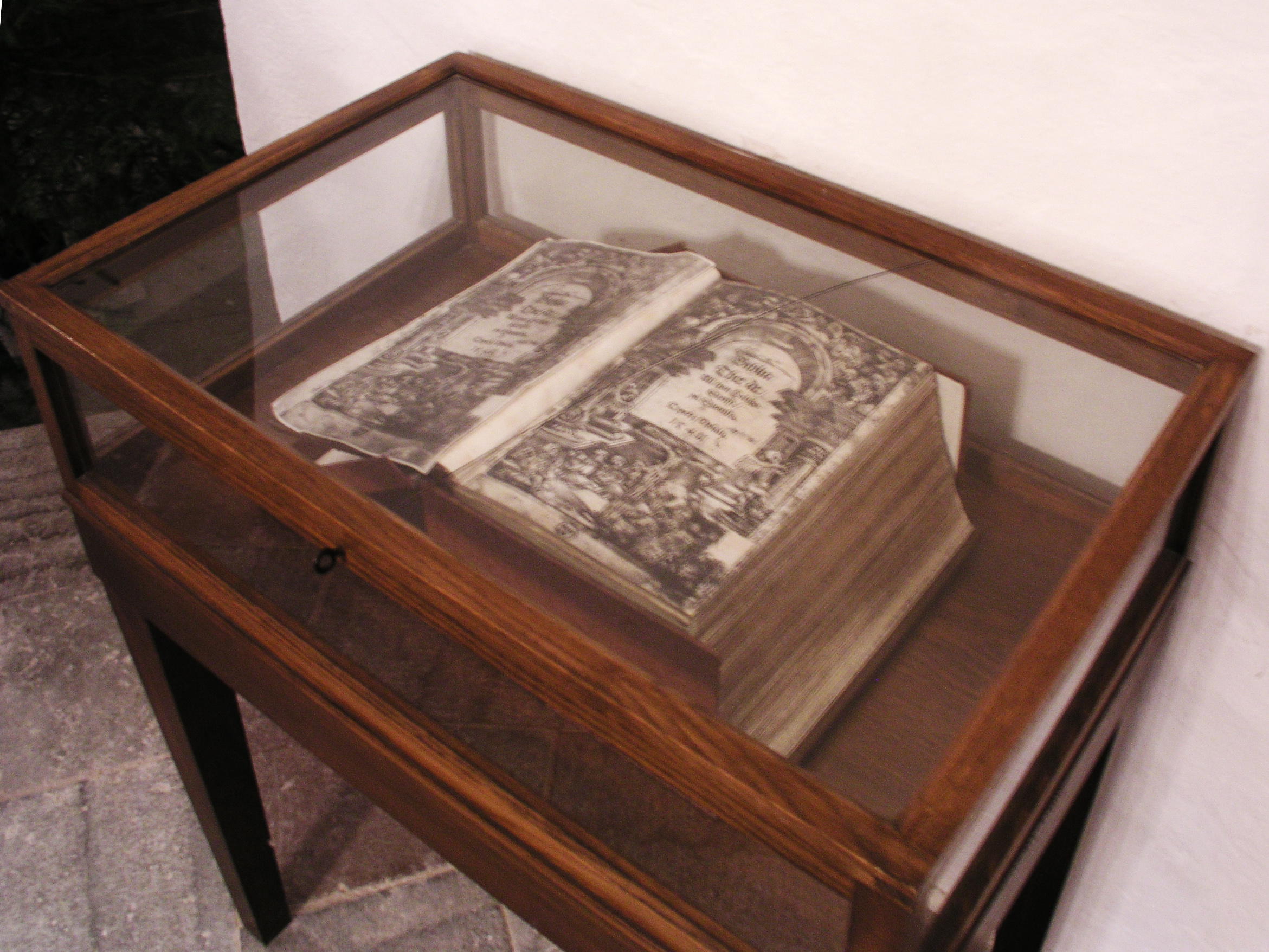
Gustav-Wasa-Bibel in einer schwedischen Kirche

1539 wurde er noch einmal nach Schweden berufen, um den Druck der ersten vollständigen schwedischen Bibelübersetzung zu übernehmen. Diese sogenannte Gustav-Wasa-Bibel erschien 1540/41 in Uppsala. Sie gilt als typographisches Meisterwerk und [ist] zugleich das umfangreichste im ganzen 16. Jahrhundert in Schweden gedruckte Buch.
Mit Abschluss dieses Auftrags kam Richolff 1541 zurück nach Lübeck. Er ist hier noch bis 1570 als Drucker nachweisbar und produzierte eine große Anzahl von Werken für den norddeutschen und dänischen Markt, darunter Schriften von Johann Draconites und Johannes Aepinus, Gesangbücher, Katechismen, die dänische Übersetzung des Reineke Fuchs En Raeffue Bog (1555) sowie die erste Biographie des Johann Rantzau von Martin Coronaeus (1566).